# Fushimi Hiroyasu

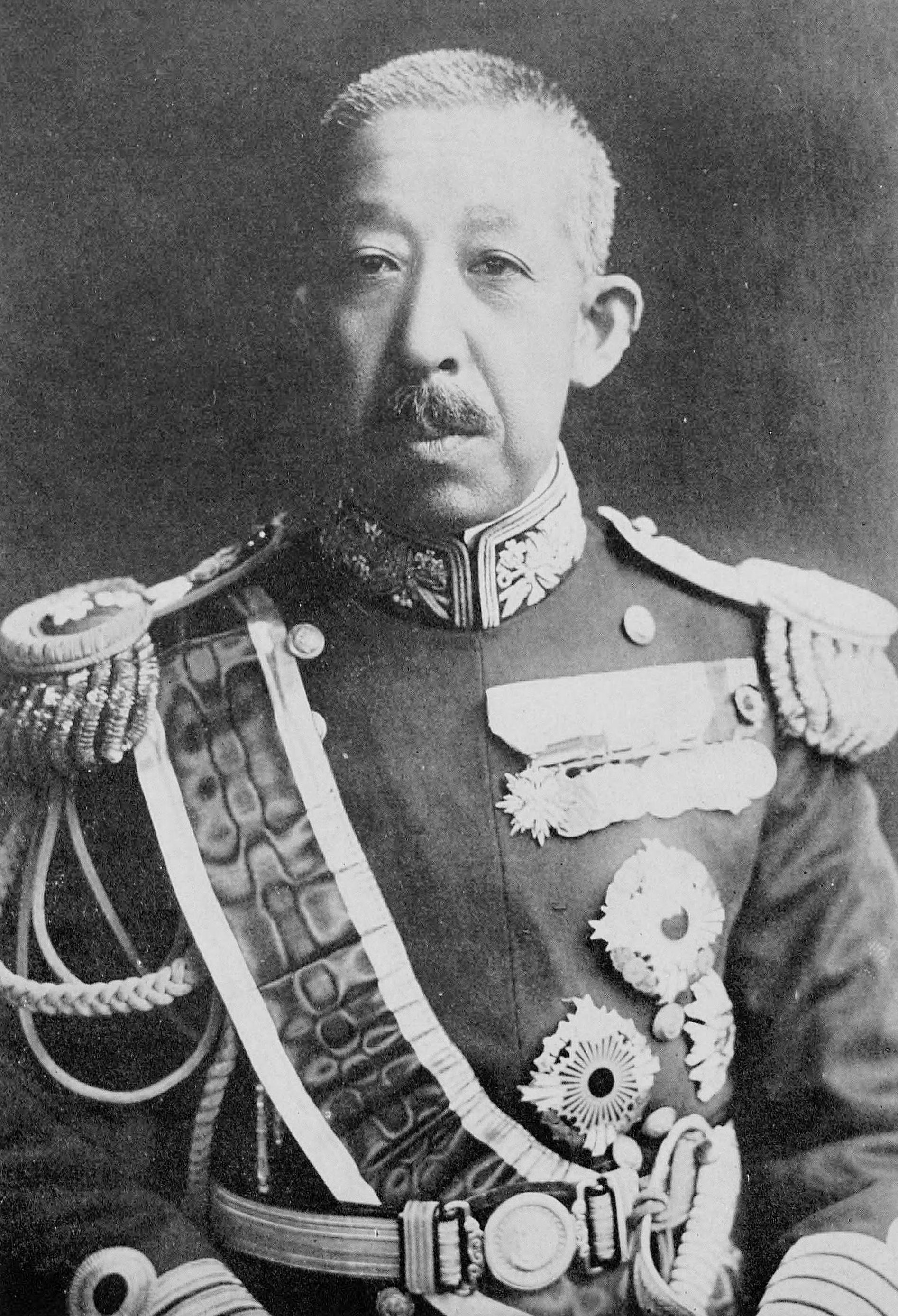
Prinz Fushimi Hiroyasu

Prinz Fushimi Hiroyasu (japanisch 伏見宮 博恭王 Fushimi-no-miya Hiroyasu-ō; * 16. Oktober 1875 in Tokio; † 16. August 1946 ebenda) war ein japanischer Seeoffizier und zuletzt Großadmiral (Gensui) der Kaiserlich Japanischen Marine (Dai-Nippon Teikoku Kaigun), der unter anderem zwischen 1919 und 1920 Oberbefehlshaber der 2. Flotte (Dai-ni Kantai) war. Nach dem Tode seines Vaters wurde er 1923 das 23. Oberhaupt des Fushimi-no-miya, eines der vier Prinzenhäuser (Seshū Shinnōke) des Japanischen Kaiserhauses. Er war zudem zwischen 1932 und 1941 Chef des Admiralstabes (Kaigun Gunrei Bucho).

## Leben

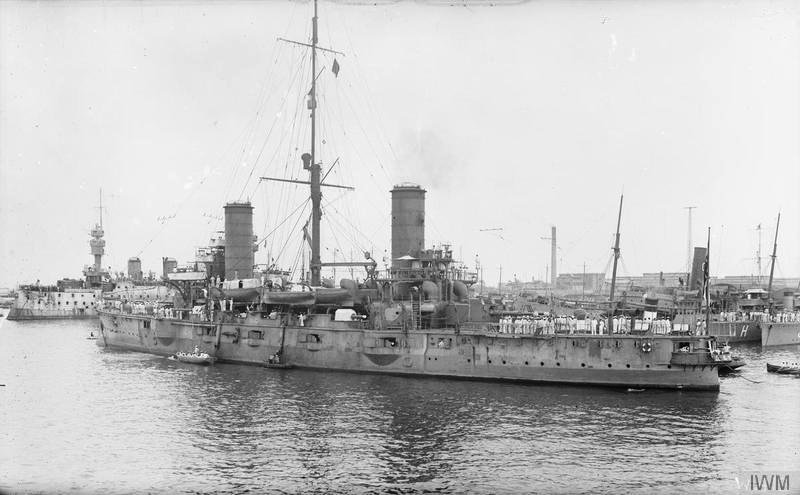
Fregattenkapitän Prinz Fushimi war zwischen 1906 und 1907 Erster Offizier des Panzerkreuzers Nisshin.

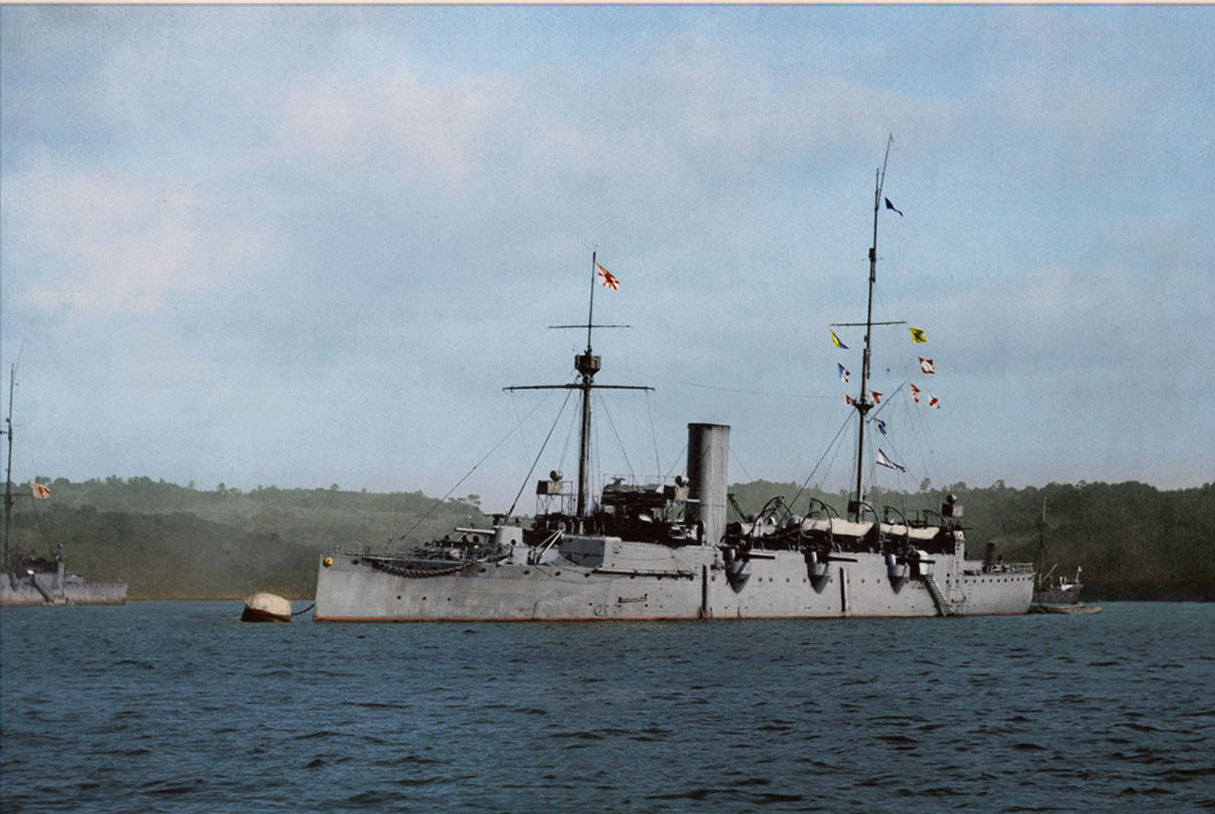
Er war zudem 1910 kommissarischer Kommandant des Geschützten Kreuzers Takachiho.

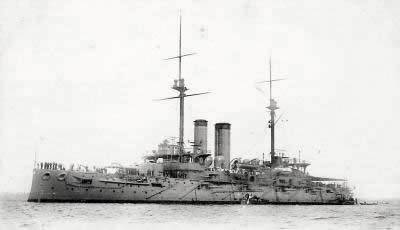
Kapitän zur See Prinz Fushimi war von 1910 bis 1912 Kommandant des Einheitslinienschiffs Asahi.

Prinz Fushimi Hiroyasu war der älteste Sohn von Fushimi Sadanaru (1858–1923), das 22. Oberhaupt des Fushimi-no-miya, eines der vier Prinzenhäuser (Seshū Shinnōke) des Japanischen Kaiserhauses und ein Feldmarschall (Gensui) der Kaiserlich Japanischen Armee. Er war zudem ein Cousin des späteren Tennō Hirohito. Bei seiner Geburt trug er zunächst den Namen Prinz Narukata sowie seit dem 23. April 1883 den Namen Prinz Hiroyasu. Als Zehnjähriger begann er am 5. April 1886 als Seekadett einen Vorbereitungskurs an der Marineakademie (Kaigun Heigakkō), die er am 17. September 1889 verließ. Danach absolvierte er zwischen dem 28. September 1889 und dem 15. August 1895 eine Ausbildung zum Seeoffizier an der Marineschule sowie der Marineakademie der Kaiserlichen Marine in Kiel. Während dieser Zeit wurde er am 20. April 1894 zum Leutnant zur See (shōi) befördert und war nach seiner Rückkehr am 28. Oktober 1895 Offizier auf dem Kreuzer Itsukushima, auf dem Geschützten Kreuzer Matsushima sowie im Torpedokorps Kure und absolvierte zudem das Schießausbildungszentrum. Er wurde am 1. Dezember 1897 zunächst zum Oberleutnant zur See (chūi) sowie bereits vier Wochen später am 27. Dezember 1897 zum Kapitänleutnant (taii) befördert, woraufhin er in den folgenden Jahren Abschnittsoffizier auf dem Schlachtschiff Fuji, dem Panzerkreuzer Asama, dem Panzerkreuzer Izumo, dem Schlachtschiff Asahi und dem Schlachtschiff Mikasa. Ferner war er zwischenzeitlich Ausbilder im Schießausbildungszentrum und besuchte vom 8. Juli 1902 bis zum 24. Juli 1903 einen Lehrgang an der Marinehochschule (Kaigun Daigakkō).
Nach seiner Beförderung zum Korvettenkapitän (shōsa) am 29. Juli 1903 blieb Prinz Fushimi Abschnittsoffizier auf dem Schlachtschiff Mikasa, wo er den Beginn des Russisch-Japanischen Krieges (8. Februar 1904 bis 5. September 1905) erlebte. Am 5. Oktober 1904 wurde er als Stabsoffizier in das Büro für Marineangelegenheiten im Marineministerium (Kaigun-shō) versetzt und war im Anschluss zwischen dem 20. August 1905 bis zum 1. April 1906 zunächst Erster Offizier auf dem Geschützten Kreuzer Niitaka, ehe er danach Erster Offizier auf dem Küstenpanzerschiff Okinoshima wurde, die im Russisch-Japanischen Krieg eroberte General-Admiral Apraxin. Am 11. Mai 1906 wurde er zunächst kommissarischer Erster Offizier und war nach seiner Beförderung zum Fregattenkapitän (chūsa) zwischen dem 28. September und dem 5. November 1906 Erster Offizier des Geschützten Kreuzers Naniwa. Nachdem er anschließend Erster Offizier auf dem Panzerkreuzer Nisshin war, besuchte er zwischen dem 15. Februar und dem 18. Dezember 1907 einen weiteren Lehrgang an der Marinehochschule.
Nach einem Aufenthalt im Vereinigten Königreich vom 18. Dezember 1907 bis zum 23. Mai 1910 war Prinz Fushimi nach seiner Rückkehr zwischen dem 25. Juli und dem 26. September 1910 kurzzeitig zum Admiralstab (Kaigun Gunreibu) abgeordnet sowie daraufhin zwischen dem 26. September und dem 1. Dezember 1910 kommissarischer Kommandant des Geschützten Kreuzers Takachiho. Nach seiner Beförderung zum Kapitän zur See (taisa) wurde er am 1. Dezember 1910 erst Kommandant des Schlachtschiffes Asahi und war danach vom 1. März bis zum 1. Dezember 1912 Kommandant des Panzerkreuzers Ibuki, ehe er vom 1. Dezember 1912 bis zum 31. August 1913 einen weiteren Lehrgang an der Marinehochschule besuchte.

### Flaggoffizier, Aufstieg zum Admiral und Chef des Admiralstabes

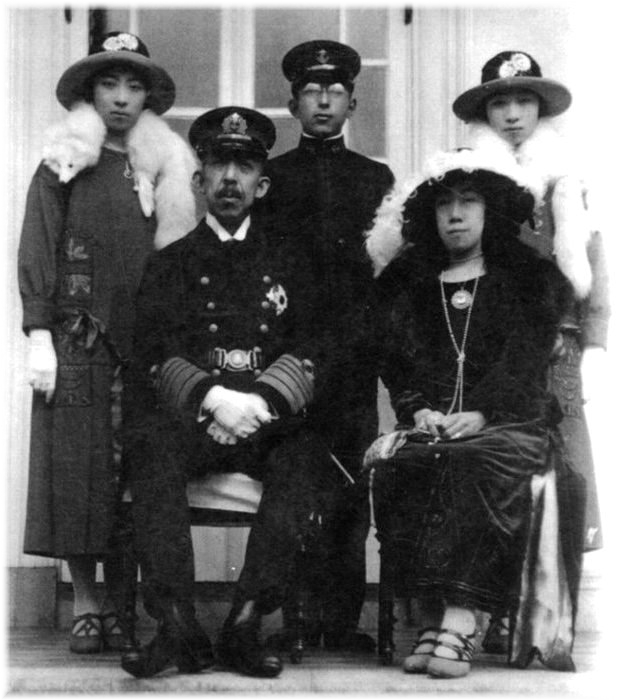
Prinz Fushimi Hiroyasu mit seiner Familie.

Am 31. August 1913 wurde Prinz Fushimi Hiroyasu zum Konteradmiral (shōshō) befördert und war daraufhin erst Kommodore der Flottenverbände im Marinebezirk (Chinju-fu) Yokosuka und danach zwischen dem 18. August 1914 und dem 13. Dezember 1915 Direktor der Marinehochschule sowie vom 13. Dezember 1915 bis zum 1. Dezember 1916 Kommodore des 2. Geschwaders (Dai-2 Sentai).
Nach seiner Beförderung zum Vizeadmiral (chūjō) am 1. Dezember 1919 wurde er zum Admiralstab abgeordnet und war zugleich bis zum 1. Dezember 1919 Mitglied des Admiralitätsausschusses (Kaigun Shokan Kaigi). Im Anschluss löste er am 1. Dezember 1919 Vizeadmiral Yamaya Tanin als Oberbefehlshaber der 2. Flotte (Dai-ni Kantai) und verblieb auf diesem Posten bis zum 1. Dezember 1920, woraufhin Vizeadmiral Baron Suzuki Kantarō ihm nachfolgte. Im Anschluss wurde er am 1. Dezember 1920 Vertreter der Marine im Obersten Kriegsrat (Gunji sangiin) und bekleidete dieses Amt bis zum 5. Februar 1924. Während dieser Zeit wurde er am 1. Dezember 1922 auch zum Admiral (taishō) befördert und am 27. Oktober 1923 zudem Mitglied des Geheimen Kronrates (Sūmitsu-in), ein Beratungsgremium des japanischen Kaisers (Tennō) von 1888 bis 1947. Nach dem Tode seines Vaters Fushimi Sadanaru wurde er 1923 außerdem das 23. Oberhaupt des Fushimi-no-miya, eines der vier Prinzenhäuser (Seshū Shinnōke) des Japanischen Kaiserhauses.
Im Anschluss war Admiral Prinz Fushimi Hiroyasu zwischen dem 5. Februar 1924 und dem 15. April 1925 Oberbefehlshaber des Marinebezirks Sasebo sowie danach vom 15. April 1925 bis zum 2. Februar 1932 erneut Vertreter der Marine im Obersten Kriegsrat.
Am 2. Februar 1932 übernahm Prinz Fushimi von Vizeadmiral Taniguchi Naomi das Amt als Chef des Admiralstabes (Kaigun Gunrei Bucho) und bekleidete dieses bis zu seiner Ablösung durch Admiral Nagano Osami bis zum 9. April 1941. Er war zugleich während dieser Zeit erneut Mitglied des Admiralitätsausschusses und wurde am 27. Mai 1932 zum Großadmiral (Gensui) befördert. Als Chef des Admiralstabes war er während des Zweiten Weltkrieges bis zum 9. April 1941 auch Mitglied im Großen Hauptquartier (Daihon’ei). Am 9. April 1941 trat er von seinem Amt als Mitglied des Geheimen Kronrates zurück und trat schließlich am 30. November 1945 in den Ruhestand.
Prinz Fushimi Hiroyasu heiratete am 9. Januar 1896 Tokugawa Tsuneko, die neunte Tochter von Tokugawa Yoshinobu, der zwischen 1866 und 1867 der 15. und letzte japanische Shōgun (1866–1867) der Edo-Zeit war. Aus dieser Ehe gingen sieben Kinder hervor, und zwar Prinz Fushimi Hiroyoshi (1897–1938), Prinzessin Yasuko (1898–1919), Prinz Kachō Hirotada (1902–1924), Prinz Kachō Hironobu (1905–1970), der später Oberhaupt des Kachō-no-miya wurde, Prinzessin Atsuko (1907–1936), Prinzessin Tomoko (1907–1947), die Ehefrau von Vizeadmiral Prinz Kuni Asaakira, sowie Graf Hirohide Fushimi (1912–1943).

## Hintergrundliteratur
- Herbert P. Bix: Hirohito and the Making of Modern Japan, Harper Perennial, 2001, ISBN 0-06-093130-2.
- Richard B. Frank: Downfall. The End of the Imperial Japanese Empire, Penguin (Non-Classics), 2001, ISBN 0-14-100146-1.
- Ronald H. Spector: Eagle Against the Sun. The American War With Japan, Vintage, 1985, ISBN 0-394-74101-3.